# The Mermaid (film, 1965)
 (juillet 2018).

The Mermaid (Yu mei ren), est un film hongkongais réalisé par Kao Li, sorti en 1965 au cinéma.
Il s'agit d'une adaptation d'une pièce d'opéra chinois. 
Comme dans nombre de ses rôles de films musicaux, l'actrice Ling Po interprète un rôle masculin et chante ses propres parties chantées ; Li Ching, âgée d'à peine 15 à 16 ans lors du tournage, joue deux personnages, dont l'interprétation lui vaut un prix à l'asian film festival, lui-même à l'origine de son sobriquet de 'baby queen'. Le film remporte par ailleurs deux autres prix à ce festival.

## Synopsis
Le jeune Chang Chen ( Ling Po) s'installe dans la maison du ministre Jin (Yang Chih-ching) car il est censé épouser la fille de la maison, une mijaurée baptisée Mu-dan (Li Ching), en vertu d'un accord passé plusieurs années auparavant entre le père de cette dernière et son propre père qui avait sauvé ce dernier d'un péril en territoire barbare. Cependant le ministre Jin voit d'un mauvais œil cette union et impose au jeune homme de réussir les examens impériaux avant de convoler.
Une esprit-carpe (Li Ching) habitant l'étang situé sous le cabinet de travail du jeune homme s'éprend de ce dernier et prend la forme de la mijaurée afin de le séduire. Une relation sentimentale s'établit ainsi entre ces deux derniers, à l'insu des véritables membres de la famille Jin. Il faudra l'intervention du juge Bao (Ching Miao) et de diverses divinités pour dénouer la situation.

## Fiche technique
- Titre : The Mermaid (la Sirène)
- Titre original : Yu mei ren
- Réalisation : Kao Li
- Scénario : Chang Cheh
- Musique : Wang Foo Lin
- Société de production : Shaw Brothers
- Pays d'origine : Hong Kong
- Format : Couleurs - 2,35:1 - Mono - 35 mm
- Genre : Huangmei diao (film musical)
- Durée :
- Date de sortie : 1965

## Distribution
- Ling Po : Chang Cheng, un jeune homme issu d'une famille de lettrés actuellement sans-le-sou
- Li Ching : Jin Mu-dang, une mijaurée gâtée par ses parents / l'esprit-carpe, une créature surnaturelle
- Yang Chih-ching : Jin Chong, un ministre attaché à la prospérité matérielle
- Ouyang Shafei : madame Jin, mère de Mu-dang
- Ching Miao : le juge Bao, un célèbre membre de l'institution judiciaire
- Lily Li : personnage secondaire